# Rubus informifolius
Rubus informifolius är en rosväxtart som beskrevs av E.S. Edees. Rubus informifolius ingår i släktet rubusar, och familjen rosväxter. Inga underarter finns listade i Catalogue of Life.